# Filipa Marinho
Filipa Marinho (Lisboa, 1989), é uma cantora e compositora folk-rock portuguesa, conhecida pelo nome artístico Marinho.
Além da música, é também responsável pelo podcast da Antena3, Caça às Bruxas, dedicado às compositoras e artistas femininas na indústria da música portuguesa.

## Percurso
Entre 2014 e 2017, foi responsável de marketing na Tradiio, uma plataforma portuguesa que tinha como objectivo alterar a forma como os artistas são compensados pelo seu talento mundo fora.
Em 2018, foi uma das vozes do Ginga Beat, programa semanal da Redbull Radio, que também tem emissão semanal na rádio Vodafone.FM.
Em março de 2019, estreou-se enquanto cantora e compositora com o lançamento do seu primeiro single Ghost Notes, no Dia Internacional da Mulher, num concerto no cuble Titanic Sur Mer, em Lisboa. Construída a partir das raízes da música folk americana, a faixa foi gravada no Black Sheep Studios e masterizada por Philip Shaw Bova. Ghost Notes chegou acompanhado de um videoclip dirigido pela também portuguesa Leonor Bettencourt Loureiro. 
Em maio de 2019, lançou o seu segundo single, Window Pain. Em junho do mesmo ano, participou na iniciativa ibis music, no hotel ibis Porto-Gaia, desenvolvida pela marca hoteleira para apoiar e promover talentos emergentes locais.
Em julho de 2019, participou na 3ª edição do Festival (in)Comum, organizado pela associação Lugar Comum, em Coimbra, com alguns mini-concertos acústicos em vários espaços de comércio tradicional da cidade.
No início de outubro de 2019, lançou o terceiro single, I Give Up and It’s Ok, baseado numa experiência real da autora ao tentar escalar o Vulcão dos Capelinhos, na ilha do Faial (Açores). A 6 de outubro de 2019 teve um showcase no evento MEETSSS, organizado pela shesaid.so, e, a 18 de outubro, participou no festival NOVO - Mostra da Nova Música Portuguesa, na Casa do Povo, em Ovar.
A 24 de outubro de 2019, Marinho apresentou o seu álbum de estreia, “~”, na Galeria ZDB, no Bairro Alto, em Lisboa. Convidou para a primeira parte da noite a cantora Catarina Falcão, conhecida como MONDAY. Durante o concerto, Catarina Falcão voltou a subir a palco, acompanhada pelas suas duas irmãs, para cantar Not You, música do álbum gravada por Catarina e Marinho. Este dueto foi explicado pela vontade que Marinho tinha de dar visibilidade às mulheres compositoras portuguesas.
Ainda durante o espetáculo foi apresentada e gravada a canção Joni, que faz parte do disco e que foi escrita a pensar em Joni Mitchell. Esta apresentação aconteceu precisamente no dia do 76º aniversário da artista canadiana.
Marinho aborda vários temas que explora na sua música, baseando-se em experiências do seu crescimento e vida, tais como a fobia da tristeza e do abandono, além da sua sexualidade e o tema do feminismo.
Em março de 2020, lançou o podcast Caça às Bruxas na Antena3, dando mais destaque a compositoras. Todas as semanas, Filipa Marinho e um convidado caçam talentos e divulgam autoras e artistas nacionais.
Em setembro de 2020, voltou a apresentar as suas canções ao vivo na Casa do Capitão, em Lisboa.

## Reconhecimentos e Prémios
A canção Window Pain de Marinho foi nomeada para Melhor Tema de Música Popular na edição de 2020 dos Prémios da SPA - Sociedade Portuguesa de Autores.

## Obra
- Álbum "~", lançado em outubro de 2019.[20][19]